# French Open 1999
Wielkoszlemowy turniej tenisowy French Open w 1999 rozegrano w dniach 24 maja - 6 czerwca, na kortach im. Rolanda Garrosa.

## Zwycięzcy

### Gra pojedyncza mężczyzn
Andre Agassi –  Andrij Medwediew 1:6, 2:6, 6:4, 6:3, 6:4

### Gra pojedyncza kobiet
Steffi Graf –  Martina Hingis 4:6, 7:5, 6:2

### Gra podwójna mężczyzn
Mahesh Bhupathi /  Leander Paes –  Goran Ivanišević /  Jeff Tarango 6:2, 7:5

### Gra podwójna kobiet
Serena Williams /  Venus Williams –  Martina Hingis /  Anna Kurnikowa 6:3, 6:7(2), 8:6

### Gra mieszana
Katarina Srebotnik /  Piet Norval –  Łarysa Sawczenko-Neiland /  Rick Leach 6:3, 3:6, 6:3

### Rozgrywki juniorskie
- chłopcy:

 Guillermo Coria –  David Nalbandian 6:4, 6:3
- dziewczęta:

 Lourdes Domínguez Lino –  Stéphanie Foretz 6:4, 6:4